# Розвідний міст
Розвідний міст — особливий тип мосту, що має рухому пролітну будову для забезпечення пропуску суден. Розвідні мости, як правило, будують на судноплавних річках і каналах в щільній забудові, коли іншими способами «розв'язати» наземний транспорт та судноплавство не вдається.
Перевага розвідних мостів (порівняно з нерухомими мостами):
- Для забезпечення безперешкодного пропуску суден розвідному мосту не потрібен високий проліт (а отже високі опори і довгі в'їзди)

Недоліки:
- Механізми розвідного мосту потребують ремонту і технічного обслуговування;
- Наземний транспорт не може переміщатися через міст під час проходу суден;

## Класифікація
Існує велика кількість типів розвідних мостів, при цьому їх можна класифікувати по тому, вздовж або навколо якої осі моста рухається проліт. При цьому осі моста визначаються наступним чином:
- Вісь X лежить в горизонтальній площині і збігається з напрямком проїжджої частини мосту.
- Вісь Y лежить в горизонтальній площині і проходить перпендикулярно проїжджій частині мосту
- Вісь Z перпендикулярна горизонтальній площині

Таким чином теоретично можливо шість рухів рухомого прольоту моста (зсув і поворот по кожній з осей). На практиці використовуються п'ять рухів (див. малюнок), оскільки рух прольоту вздовж осі Y не має сенсу (не звільняє прохід для суден).
Крім того існують типи мостів, що використовують комбінацію з декількох рухів.
Якщо замість анімації фотографія — на ній зображений саме той міст, що у колонці «Приклад».

### Мости з поворотом навколо осі X
| Тип                | Зображення | Призначення        | Характеристики             | Поширення         | Приклад                       |
| ------------------ | ---------- | ------------------ | -------------------------- | ----------------- | ----------------------------- |
| Міст, що нахиляють |            | Пішохідний перехід | Довжина: 105 м Маса: 850 т | Унікальний проект | Міст Міленіум, Гейтсхед, 2001 |

### Мости з переміщенням прольоту вздовж осі Х
| Тип                 | Зображення | Призначення                                                                                     | Характеристики                                        | Поширення            | Приклад                                                                                           |
| ------------------- | ---------- | ----------------------------------------------------------------------------------------------- | ----------------------------------------------------- | -------------------- | ------------------------------------------------------------------------------------------------- |
| Відсувний міст      |            | На вузьких каналах, коли на березі є місце                                                      | Довжина: до 25 м Маса: до 50 т                        | Мале                 | Односторонні – на вулицях Нью-Йорку. Двосторонній – старий міст через протоку Еврип у м. Халкіда. |
| Відсувний понтонний |            | Через широкі протоки, коли інші типи мостів економічно не виправдані                            | Довжина: до 180 м                                     | Мале                 | Міст через Гуд-Канал у шт. Вашингтон                                                              |
| Міст-пором          |            | Там, де судноплавство активно, дорожній рух невеликий, а пором неможливий через великі припливи | Довжина: до 874 м Вантажопідйомність гондоли: до 15 т | Одиниці              | Біскайський міст в м. Португалете                                                                 |
| Складаний міст      |            | Пішохідний перехід                                                                              | Довжина: 25,5 м Маса: 50 т                            | Унікальний проект    | Гернбрюкке в м. Кіль                                                                              |
| Телетрап            |            | У великих аеропортах                                                                            |                                                       | Поширений            |                                                                                                   |
| Міст Гутрі          |            | У багатокутних фортах XVIII століття                                                            | Довжина: <10 м                                        | Не залишилося діючих | Форт-Нельсон (залишилися важелі), Велика Британія                                                 |

### Мости з поворотом навколо осі Y
| Тип                                | Зображення | Призначення                                                        | Характеристики                                                     | Поширення         | Приклад                |
| ---------------------------------- | ---------- | ------------------------------------------------------------------ | ------------------------------------------------------------------ | ----------------- | ---------------------- |
| Підйомний                          |            | Середньовічна фортифікаційна споруда; у старих містах для колориту | Довжина: до 15 м                                                   | Мале              | Інгульський міст       |
| Міст, що розкривається             |            | Жвавий автомобільний рух на великих річках                         | Довжина: до 75 м Маса напівмосту: до 900 т, з противагою до 2000 т | Найпоширеніший    | Тауерський міст        |
| Відкатно-розкривний (міст Шерцера) |            | Там, де з геологічних причин неможливо будувати великі бики        | Довжина: до 75 м Маса: до 2000 т(з противагою)                     | Середнє           | Міст Пегас, Кан        |
| Складаний міст                     |            | Пішохідний перехід                                                 | Довжина: 12 м Маса: 18 т                                           | Унікальний проєкт | Складаний міст, Лондон |

### Мости з поворотом навколо осі Z
| Тип                     | Зображення | Призначення                                                                         | Характеристики                    | Поширення | Приклад                                                                             |
| ----------------------- | ---------- | ----------------------------------------------------------------------------------- | --------------------------------- | --------- | ----------------------------------------------------------------------------------- |
| Поворотний дворукавний  |            | Пропуск великих суден через широкі фарватери                                        | Довжина: до 160 м Маса: до 5000 т | Поширений | Варварівський міст                                                                  |
| Поворотний однорукавний |            | На вузьких каналах у малоповерховій забудові, на березі (або на мілководді) є місце | Довжина: до 100 м                 | Мале      | Невеликі мости через канали Великої Британії (на малюнку) Міст Жінки (Буенос-Айрес) |

### Мости з переміщенням вздовж осі Z
| Тип                        | Зображення | Призначення                                                      | Характеристики                                                  | Поширення | Приклад                                             |
| -------------------------- | ---------- | ---------------------------------------------------------------- | --------------------------------------------------------------- | --------- | --------------------------------------------------- |
| Вертикально-підйомний міст |            | Залізничний міст (зазвичай за містом через непривабливий вигляд) | Довжина: до 109 м Маса: до 2000 т Підйом: до 27 м               | Поширений | Підйомний міст у Затоці, Амурський міст у м. Дніпро |
| Столоподібний міст         |            | У тісній малоповерховій забудові і на березі немає місця         | Довжина: до 109 м Маса: до 6000 т (з противагою)Підйом: до 10 м | Мале      | Міст Нотр-Дам (Турне)                               |
| Міст, що затоплюється      |            | На вузьких, але глибоких фарватерах для пропуску великих суден   | Довжина: 25 м Маса: до 650 т Глибина: 8 м                       | Мале      | 2 мости по обох кінцях Коринтського каналу          |

## Обладнання
Комплект обладнання, яким забезпечується розвідний міст, залежить від його типу, навантаження і т. д. Тим не менш, є і загальні риси.
Сучасному розвідному мосту потрібно три приводи: основний (електромеханічний або електрогідравлічний), резервний (від двигуна внутрішнього згорання) і аварійний (ручний). Також потрібні гальмівні пристрої, що плавно знижують швидкість у крайніх точках, а також здатні зупинити міст у будь-якому проміжному положенні. Передбачається, що основний двигун може звести-розвести міст за 2-5 хвилин, резервний за 8-20 хвилин, аварійний — за розумний час силами 12-20 осіб. Залізничний міст захищається світлофорами і скидаючими гостряками. Пішохідний і автомобільний — шлагбаумами.
Технічні приміщення будують так, щоб у них було безпечно працювати в будь-якому положенні мосту. Павільйон управління розташовують так, щоб оператор міг бачити обстановку зверху по річці (і вже у другу чергу — знизу та на в'їздах). Для точного балансування мосту в залежності від теплового розширення, перекладки покриття і інші противаги робляться змінним — можна додавати і прибирати чавунні виливки, змінюючи баланс мосту на одиниці відсотків. У будь-якому випадку, для чіткого відомості міст завжди робиться трохи розбалансованим — проліт переважує.

## Поширеність
- Річка Чикаго (США) має 38 розвідних мостів (різних типів, у тому числі підйомний (на цапфах), шерзер-ліфт, міст-гойдалки і міст вертикального ліфта)
- Річка Нева (Росія, Санкт-Петербург) має 19 розвідних мостів
- Найменший розвідний міст у світі (Міст Сомерсет) розташований на Бермудських островах.